# Aliona Savchenko
Aliona Valentinivna Savchenko of Savtsjenko (Oekraïens: Олена Валентинівна Савченко) (Kiev, 19 januari 1984) is een in Oekraïne geboren Duitse kunstschaatsster.
Savchenko is actief in het paarrijden. Ze schaatste in het verleden met Dimitri Bojenko en Stanislav Morozov als partner voor Oekraïne. Vanaf 2003 kwam ze uit voor Duitsland, van 2003-2014 met Robin Szolkowy en vanaf 2015 met de Fransman Bruno Massot als partner.
Savchenko is de Olympisch kampioene van 2018 en won tweemaal brons tijdens eerdere Olympische spelen. Tevens is zij zesmaal wereldkampioene, viermaal Europees kampioene en elfmaal nationaal kampioene met twee Oekraïense titels en negen Duitse.

## Met Stanislav Morozov
Savchenko kwam met Stanislav Morozov uit voor Oekraïne. In 2000 werd ze met hem wereldkampioene bij de junioren.

## Met Robin Szolkowy
Met Robin Szolkowy kwam Savchenko van 2003-2014 uit voor Duitsland. Met hem won ze bij de senioren negen ISU kampioenschappen: de Europese kampioenschappen van 2007, 2008, 2009 en 2011 en de wereldkampioenschappen van 2008, 2009, 2011, 2012 en 2014. Daarnaast werd bij de EK vijfmaal zilver en bij de WK tweemaal zilver en eenmaal brons gewonnen. Ook won ze samen met Szolkowy twee bronzen medailles tijdens de Olympische spelen van 2010 en 2014.

## Met Bruno Massot
Sinds 2015 schaatst Savchenko met de Fransman Bruno Massot voor Duitsland. Samen wonnen zij zilver tijdens de Europese kampioenschappen van 2016 en 2017 en brons en zilver tijdens de wereldkampioenschappen van respectievelijk 2016 en 2017.
In 2018 won Savchenko met Massot de gouden medaille tijdens haar vijfde deelname aan de Olympische spelen met een wereldrecord punten van 159.31 voor de vrije kür. Tijdens de wereldkampioenschappen in datzelfde jaar wonnen ze samen goud, met een verbetering van hun 5 weken eerder gevestigde wereldrecord voor de vrije kür tot 162.86 punten en een nieuw wereldrecord puntentotaal (korte en vrije kür samen) van 245.84 (voordien 237.71) punten.

## Privé
Savchenko is getrouwd. Ze kreeg in 2019 een dochter.

## Persoonlijke records
Savchenko/Szolkowy
| records             | punten | datum      | toernooi  |
| ------------------- | ------ | ---------- | --------- |
| Hoogste totaalscore | 227.03 | 07-12-2013 | GP finale |
| Hoogste korte kür   | 76.64  | 11-02-2014 | OS        |
| Hoogste vrije kür   | 147.57 | 07-12-2013 | GP finale |

Savchenko/Massot
| records             | punten | datum      | toernooi             |
| ------------------- | ------ | ---------- | -------------------- |
| Hoogste totaalscore | 245.84 | 22-03-2018 | WK (wereldrecord)(1) |
| Hoogste korte kür   | 82.98  | 21-03-2018 | WK                   |
| Hoogste vrije kür   | 162.86 | 22-03-2018 | WK (wereldrecord)(1) |

(1) Vanaf 1/7/2018, ivm nieuwe puntentelling, worden deze aangeduid als historische records

## Belangrijke resultaten
1997/98 met Dimitri Bojenko, 1998-2002 met Stanislav Morozov (voor Oekraïne uitkomend)
2003-2014 met Robin Szolkowy, 2015-2018 met Bruno Massot (voor Duitsland uitkomend)
| Kampioenschap           | 97/98 |        | 98/99 | 99/00         | 00/01         | 01/02         |               | 03/04         | 04/05         | 05/06         | 06/07         | 07/08         | 08/09         | 09/10         | 10/11         | 11/12         | 12/13         | 13/14         |               | 15/16         | 16/17         | 17/18 |
| ----------------------- | ----- | ------ | ----- | ------------- | ------------- | ------------- | ------------- | ------------- | ------------- | ------------- | ------------- | ------------- | ------------- | ------------- | ------------- | ------------- | ------------- | ------------- | ------------- | ------------- | ------------- | ----- |
| Olympische Spelen       |       |        |       |               | 15e           |               |               | 6e            |               |               |               | Brons         |               |               |               | Brons         |               |               | · 7e (team)   |               |               |       |
| Wereldkampioenschap     |       |        |       | 9e            |               |               | 6e            | 6e            | Brons         | Goud          | Goud          | Zilver        | Goud          | Goud          | Zilver        | Goud          | Brons         | Zilver        | Goud          |               |               |       |
| Europees kampioenschap  |       |        | 7e    | 6e            |               |               | 4e            | Zilver        | Goud          | Goud          | Goud          | Zilver        | Goud          | t.z.t.        | Zilver        | t.z.t.        | Zilver        | Zilver        |               |               |               |       |
| Nationaal kampioenschap |       | Zilver | Goud  | Goud          |               | Goud          | Goud          | Goud          | Goud          | Goud          | Goud          |               | Goud          |               |               | Goud          | Goud          | t.z.t.        |               |               |               |       |
| WK junioren             | 13e   | 12e    | Goud  | geen deelname | geen deelname | geen deelname | geen deelname | geen deelname | geen deelname | geen deelname | geen deelname | geen deelname | geen deelname | geen deelname | geen deelname | geen deelname | geen deelname | geen deelname | geen deelname | geen deelname | geen deelname |       |

 t.z.t. = trokken zich terug 
1908: Anna Hübler / Heinrich Burger ·
1920: Ludovika Jakobsson / Walter Jakobsson ·
1924: Helene Engelmann / Alfred Berger ·
1928: Andrée Joly / Pierre Brunet ·
1932: Andrée Brunet / Pierre Brunet ·
1936: Maxi Herber / Ernst Baier ·
1948: Micheline Lannoy / Pierre Baugniet ·
1952: Ria Baran / Paul Falk ·
1956: Sissy Schwarz / Kurt Oppelt ·
1960: Barbara Wagner / Robert Paul ·
1964: Ljoedmila Belooesova / Oleg Protopopov ·
1968: Ljoedmila Belooesova / Oleg Protopopov ·
1972: Irina Rodnina / Aleksej Oelanov ·
1976: Irina Rodnina / Aleksandr Zajtsev ·
1980: Irina Rodnina / Aleksandr Zajtsev ·
1984: Jelena Valova / Oleg Vasiljev ·
1988: Jekaterina Gordejeva / Sergej Grinkov ·
1992: Natalja Misjkoetjonok / Artoer Dmitrijev ·
1994: Jekaterina Gordejeva / Sergej Grinkov ·
1998: Oksana Kazakova / Artoer Dmitrijev ·
2002: Jelena Berezjnaja / Anton Sicharoelidze en Jamie Salé / David Pelletier ·
2006: Tatjana Totmjanina / Maksim Marinin ·
2010: Shen Xue / Zhao Hongbo ·
2014: Tatjana Volosozjar / Maksim Trankov ·
2018: Aliona Savchenko / Bruno Massot ·
2022: Sui Wenjing / Han Cong
- Gemeinsame Normdatei: 1105051218
- Nationale Bibliotheek van Letland: 000340860
- MusicBrainz: 18d6be7a-21df-4bef-bffc-de0f5ef28fdf
- Virtual International Authority File: 26146824536107630395